# Kleanthész
Kleanthész (Kr. e. 331/330, Asszosz, Müszia, Kis-Ázsia – 232/231) sztoikus filozófus, aki az iskola alapítóját, Kitioni Zénónt annak halála után követte a közösség élén. Életét szinte csak legendákból ismerjük, ezekből egy energikus, bár kortársaihoz, tanítóihoz és tanítványaihoz képest kevesebb eredeti gondolattal rendelkező filozófus képe bontakozik ki. Diogenész Laertiosz, a Kiemelkedő filozófusok élete c. ókori munka szerzője szerint viszont mintegy 50 művet írt.

## Élete
Az egyik legenda szerint profi díjbirkózó volt, aki négy drakhmával az erszényében érkezett Athénba, és azonnal beállt Zénón tanítványai közé. Kleanthész Zénón tanait az első hangtól az utolsóig elfogadta, és változtathatatlannak hirdette; és vallásos buzgalommal élt a sztoikus elvek szerint. A legendák szerint 99 éves kort ért meg, ekkor pedig halálra éheztette magát – talán hogy méltó legyen mesteréhez, aki állítólag hasonló halált halt. Kleanthész, akárcsak a későbbi sztoikusok, az univerzum mozgató erejének és lényegének egy egységes és élő entitást, istenséget tartott, Zeusz-himnuszában pedig minden ember egységes származását és „minőségét” hirdette (ami a rabszolgatartó társadalmakban nem számított elfogadott gondolatnak).
Követői és tanítványai közt van az egyik legkiemelkedőbb sztoikus filozófus, Khrüszipposz, „a sztoa második megalapítója”; valamint  II. Antigonosz makedón király. Művei közül teljes egészében egy sem maradt meg, sok töredék található a már említett Diogenész-műben és Stobaeusnál, néhány pedig Cicero és Seneca írásaiban.
Egy költeménye ismert:
Vezérelj, Zeusz, s vezérelj, ó Végzet, te is,
akárhová rendeltek is, követlek én,
vonakodás nélkül. Hisz ha nem így teszek,
akkor gonoszként kullogok utánatok.